# Lipănescu, Buzău
Lipănescu (în trecut, Meteleul Lipănesc) este un sat în comuna Scutelnici din județul Buzău, Muntenia, România. Se află în zona de câmpie din sudul județului, la limita cu județul Ialomița.

## Monografia istorică a localității
Numele satului a rămas legat de amintirea unui fost proprietar al așezării, paharnicul Constantin Lipănescu. De la el, posesiunea a trecut în stăpânirea lui Evanghelie Zappa în 1856, acela care a devenit celebru la vremea lui prin strădaniile de reînviere a Jocurilor Olimpice. Moșia Meteleul-Lipănesc era la sfârșitul secolului al XIX-lea în proprietatea bisericii Sf. Nicolae din Brașov.

## Nume legate de această localitate
- Gheorghe Drăgulin (n. 14 aprilie 1929), preot ortodox la bisericile Ceaus Radu (1963-1977) și Hagiu (din 1977) din București, apoi conferențiar universitar la Facultatea de Teologie din București.[4]